# Крёйсвейк, Стивен
Стивен Крёйсвейк (нидерл. Steven Kruijswijk, род. 7 июня 1987 в Нюненe, Нидерланды) — нидерландский профессиональный шоссейный велогонщик, выступающий c 2010 года за команду мирового тура «Jumbo-Visma». Чемпион Нидерландов среди андеров в групповой гонке (2010).

## Карьера

### Ранняя карьера
Карьеру велогонщика Стивен начал в 15 лет, присоединившись к местному велосипедному клубу Trap met Lust (сейчас TML Dommelstreek). Начав с изучения теоретических аспектов велоспорта, вскоре он начал участвовать в соревнованиях и получил ряд наград. Его успехи не остались незамеченным и в последнем сезоне в качестве юниора ему разрешили кататься за команду Westland Wil Vooruit, выступая за которую он занял третье место на чемпионате Нидерландов. Этот успех позволил эму подписать контракт с нидерландской континентальной командой Van Vliet-EHB Advocaten, в которой он продолжил демонстрировать хорошие результаты. В 2007 году Крёйсвейк  начал выступать за Rabobank Development Team. В ее рядах, в 2009 году, он стал чемпионом Нидерландов в групповой гонке среди андеров.

### Rabobank (2010 —)

#### 2010
В 2010 году Стивена приняли в команду мирового тура Rabobank, в составе которого, он уже в мае, неожиданно, стартовал на своем первом гранд-туре — Джиро д’Италия, заменив в последний момент заболевшего сокомандника Оскара Фрейре. На восьмом этапа он провел долгое время в отрыве, но был настигнут пелотоном и в результате закончил этап, проиграв 2 мин. 32 сек. победителю. На пятнадцатом этапе с финишем на вершине легендарного Монте Дзонколана, Крёйсвейк всех удивил, заняв 17-е место и уступив победителю Ивану Бассо немного больше 5 мин. На семнадцатом этапе он финишировал третьим. В итоге, голландец закончил свой дебютный гранд-тур на высоком 18-м месте.

#### 2011
В мае 2011 года Крёйсвейк снова удивил, финишировав на 9-м месте в генеральной классификации Джиро д’Италия. Также он стал вторым в зачете лучшего молодого гонщика, став единственным, кто навязал борьбу за белую майку победителю классификации, чеху Роману Кройцигеру. Уже через месяц после завершения Джиро Стивен подтвердил хорошую форму, победив на шестом, горном этапе Тура Швейцарии. За 2 км. до финиша он сумел ответить на атаку Дамиано Кунего, а после оторваться от него и добыть первую профессиональную победу в карьере. В общем зачете гонки он занял 3-е место. В конце августа голландец вышел на старт Вуэльты Испании, но уму не удалось показать хорошее выступления из-за проблем со спиной.

#### 2012
В 2012 году Крёйсвейк дебютировал на Тур де Франс. Он закончил гонку 33-м в общем зачете и 3-м в молодежной классификации.

#### 2014
Очередное выступление на Джиро д’Италия вышло крайне неудачным. Упав на 6-м этапе, но не получив серьезных травм, Крёйсвейк все же был вынужден сойти с гонки на 9-м этапе из-за плохого самочувствия. После этой неудачи голландец участвовал в Тур де Франс, который завершил на достаточно высоком 15-м месте в общем зачете. В августе 2014 года, финишировав в тройке сильнейших на двух холмистых этапах, Стивен выиграл свою первую гонку — четырехдневную Арктическую гонку Норвегии (категория 2.HC). При этом он также стал 2-м в очковой и 9-м в горной классификациях этой гонки.

#### 2015

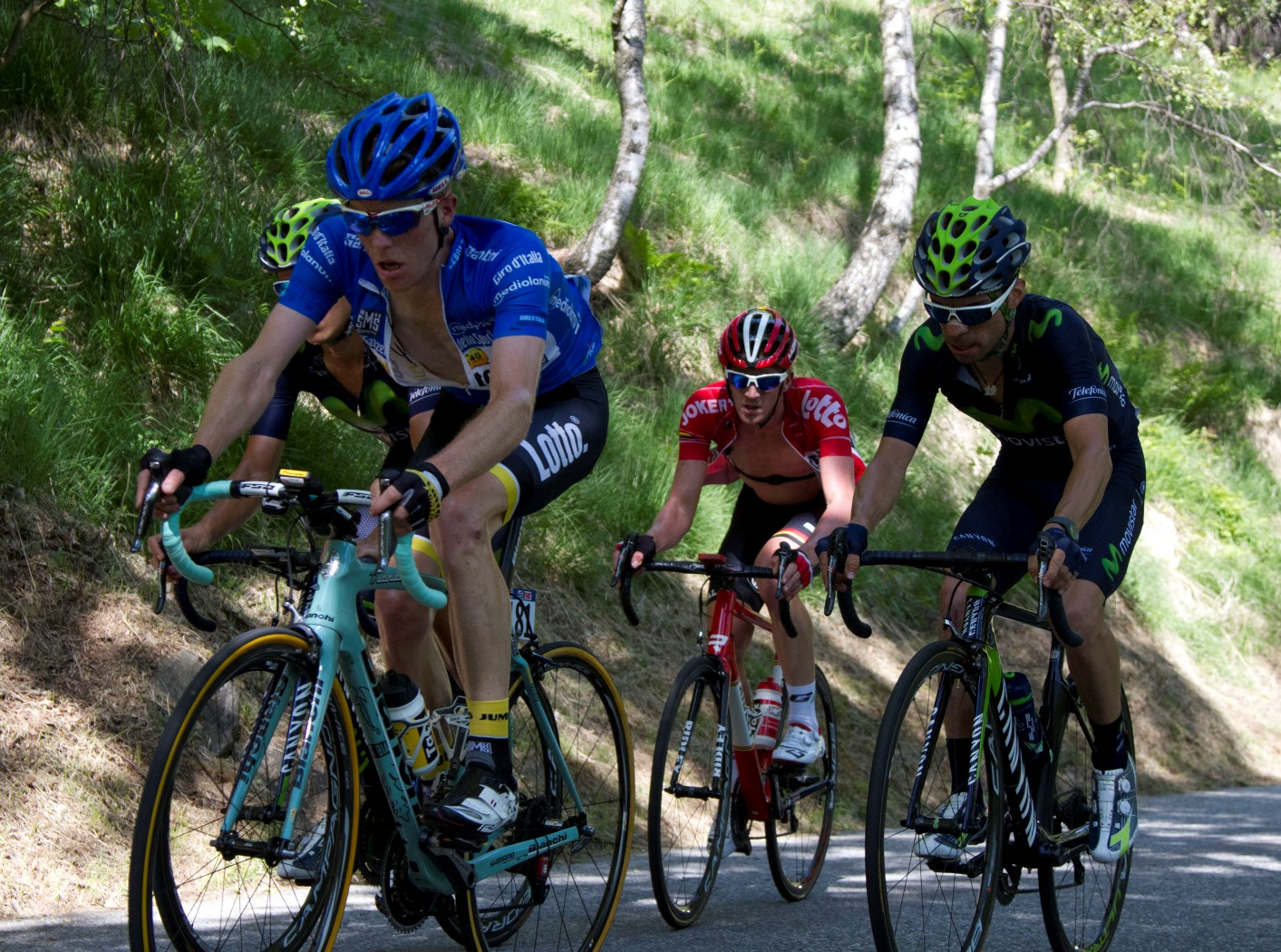
Стивен Крёйсвейк (слева) на Джиро д’Италия 2015

В 2015 году Крёйсвейк снова принял участие в Джиро д’Италия, но в этот раз как капитан Lotto NL-Jumbo.  Несмотря на потерю времени в первую неделю из-за невнимательности, он сильно проехал вторую половину гонки, в частности заняв второе место на королевском шестнадцатом этапе из Пинцоло к Априке, маршрут которого включал прохождение через перевал Мортироло. Хотя Стивен не победил, уступив Микелю Ланде Astana Pro Team, но он первым поднялся на Мортироло, что позволило ему набрать много "горных" очков и одеть синюю майку лидера горной классификации. Он ее удерживал до 19-го этапа, но потерял, став в итоге 3-м. В общем же зачете Джиро, Крёйсвейк финишировал 7-м, что на тот момент стало его лучшим результатом на гранд-турах. Также  ему удалось показать ряд хороших результатов на нескольких этапах. Он четырежды финишировал на этапах 5-м (14-й, 15-й, 19-й, 20-й) и дважды занимал на этапах второе место (9-й и 16-й).
После удачного Джиро  голландец выразил готовность участвовавать в Тур де Франс, на что руководство Lotto NL-Jumbo ответило согласием. На первых двух неделях "Большой петли", Крёйсвейк находился в слабой форме, но на третьей — значительно добавил, предприняв несколько атак на последних этапах в Альпах, в частности, став 6-м на семнадцатом этапе, а также помог лидеру команды Роберту Гесинку занять 6-е место в генеральной классификации.

#### 2016

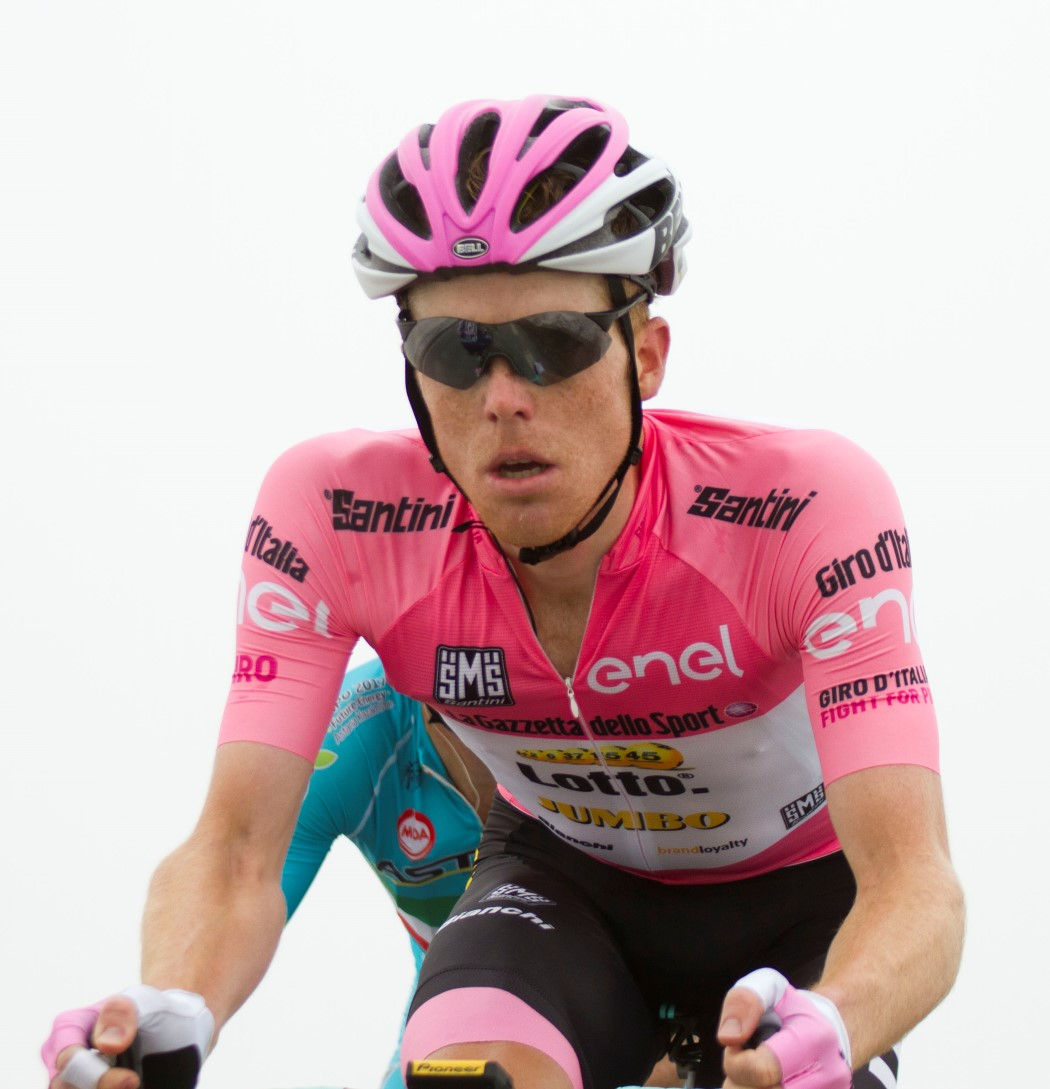
Стивен Крёйсвейк в розовой майке лидера гонки на Джиро д’Италия 2016

В 2016 году Крёйсвейк шестой раз в карьере участвовал в Джиро д’Италия, которая в этом году начиналась с трех этапов на родине Стивена в Нидерландах.
На королевском 14 этапе гонки из Пальмановы к Чивидале-дель-Фриули, голландец вместе из колумбийцем Эстебаном Чавесом (Orica-GreenEDGE) за 25 км до финиша на подъёме Вальпарола сумели оторваться от группы из семи сильнейших генеральщиков. Нагнав на последних километрах группу отрыва, они вместе с двумя гонщиками из нее разыграли спринтерский финиш, сильнейшим в котором оказался Чавес. Крёйсвейк стал вторым, но это не помешало ему возглавить генеральную классификацию, опережая идущего вторым Винченцо Нибали (Astana Pro Team) на 41 секунду. На следующем 15 этапе — горной разделке на Альпе-ди-Сиузи, Стивен снова стал вторым, уступив менее секунды россиянину Александру Фолифорову (Gazprom-RusVelo), но при этом он значительно упрочил свое лидерство в генерале: до 2 мин. 12 сек. над Чавесом и до 2 мин. 51 сек. над опустившемуся на 3-е место Нибали, который имел механические проблемы. На 16 этапе из Брессаноне к Андало голландец третий раз подряд финишировал вторым. За 15.5 км до финиша этапа, он ответил на атаку Алехандро Вальверде (Movistar Team), к ним сразу же переложился Ильнур Закарин (Team Katusha). Втроем удержав свое преимущество до финиша, они разыграли победу, которая досталась Вальверде. Крёйсвейк же увеличил преимущество в общем зачете над Чавесом до 3 мин.
Но все успехи были перечеркнуты одной фатальной ошибкой на 19 этапе. На первом подъёме этапа к вершине перевала Колле д’Аньелло, которая являлась самой высокой точкой данного выпуска Джиро (Чима Коппи), Крёйсвейк держал оборону, оставшись в одиночку. Он отреагировал на атаку ближайших соперников, Эстебана Чавеса и Винченцо Нибали, вместе с ними прошёл вершину Аньелло.
Однако на спуске, Крёйсвейк, сидевший за соперниками третьим колесом, не вписался в поворот и упал, совершив сальто через руль велосипеда. Стивен врезался в сугроб на обочине, быстро поднялся и с помощью механиков нейтральной технички поправил велосипед и продолжил гонку. Но велосипед оказался повреждён, и когда к Крёйсвейку смогла подъехать техничка его команды, ему пришлось остановиться второй раз, чтобы поменять велосипед. Он потерял более минуты прежде, чем смог начать погоню, и поэтому не сумел удержаться за догонявшей Нибали и Чавеса группой Алехандро Вальверде.
На протяжении остальной дистанции этапа Стевен находил попутчиков, но в финале на подъёме к Ризуль остался в одиночестве и пересек финишную черту, уступив победителю Винченцо Нибали 4 мин. 54 сек., потеряв майку лидера и опустившись на третье место в общем зачете. Кроме того, во время падения он ушиб левую сторону тела – локоть, колено и лодыжку, а обследование рентгеном указало на трещину в левом ребре, что ставило под вопрос дальнейшее участие в гонке. После завершения этапа голландец был сокрушен: "Я проиграл Джиро д’Италия. Всё испортил. Совершил глупую ошибку на спуске ...".
Тем не менее, Крёйсвейк сумел продолжить борьбу за подиум. На 20 этапе он держался в группе лидеров до финальной атаки Винченцо Нибали, которую не смог поддержать, тогда как Алехандро Вальверде – ближайший соперник по генеральной классификации, ускорился вместе с Нибали, а затем лишь увеличивал разрыв. В результате Стевен опустился на 4-ю позицию в общем зачёте, проиграв Вальверде 33 сек. "... Я сделал всё, что мог. Старался не обращать внимания на боль, хотел забыть всё и доехать до финиша. И я сделал это. Вот и всё. У меня был большой шанс выиграть гран-тур, думаю, в гонке я был одним из лучших. Но удержаться на велосипеде – это тоже велоспорт, и этого мне вчера не хватило» — констатировал голландец после этапа.
В начале июля 29-летний Крёйсвейк продлил контракт с LottoNL-Jumbo до конца 2018 года.
6  августа Стивен Крёйсвейк принял участие в групповой гонке на Олимпийских играх в Рио-де-Жанейро.  Он занял 39-е место, проиграв победителю, бельгийцу Грегу Ван Авермату 12 мин.
В конце августа голландец вышел на старт Вуэльты Испании. Он был избран капитаном Lotto NL-Jumbo и рассматривался экспертами как один с претендентов на победу. Тем не менее, уже на третьем этапе, на крутом финальном подъёме Мирадор де Эсаро, он проиграл 2 мин. победителю этапа и значительно отстал от основных конкурентов по генеральной классификации. "Я не в лучшей форме, но жду, что она улучшится в ближайшие дни" — сказал Стивен после этапа. Однако, на пятом этапе Крёйсвейк врезался в металлический дорожный столбик, упал и сломал левую ключицу, после чего был вынужден прекратить гонку.

## Достижения
2006
2-й Гран-при Герри Кнетеманна
2007
1-й Пролог (КГ) Тур Эльзаса
2009
Чемпионат Нидерландов
1-й  Групповая гонка U23
2-й на Индивидуальная гонка U23
2-й Тур Тюрингии
6-й Чемпионат Европы U23 в индивид. гонке
2011
3-й Тур Швейцарии
1-й Этап 6
8-й Джиро д’Италия
2012
8-й Тур Швейцарии
2014
1-й  Арктическая гонка Норвегии
2015
7-й Джиро д’Италия
2016
4-й Джиро д’Италия
2017
3-й Тур Швейцарии
7-й Вуэльта Каталонии
9-й Вуэльта Испании
2018
4-й Вуэльта Испании
5-й Тур де Франс
6-й Тур Романдии
7-й Вуэльта Андалусии
8-й Вуэльта Каталонии
8-й Тур Швейцарии
9-й Классика Сан-Себастьяна
2019
3-й Вуэльта Андалусии
5-й Вуэльта Каталонии
6-й Тур Романдии

## Статистика выступлений

#### Многодневные гонки
| Гранд-туры          |      |      |      |      |      |      |      |      |      |      |
| Гонка               | 2010 | 2011 | 2012 | 2013 | 2014 | 2015 | 2016 | 2017 | 2018 | 2019 |
| Джиро д'Италия      | 18   | 8    | —    | 26   | НФ   | 7    | 4    | НФ   | —    |      |
| Тур де Франс        | —    | —    | 33   | —    | 15   | 21   | —    | —    | 5    |      |
| Вуэльта Испании     | —    | 41   | —    | —    | —    | —    | НФ   | 9    | 4    |      |
| Многодневки         |      |      |      |      |      |      |      |      |      |      |
| Гонка               | 2010 | 2011 | 2012 | 2013 | 2014 | 2016 | 2016 | 2017 | 2018 | 2019 |
| Париж — Ницца       | —    | —    | —    | 76   | —    | 21   | 38   | НФ   | —    | —    |
| Тиррено — Адриатико | —    | —    | 21   | —    | —    | —    | —    | —    | —    | —    |
| Вуэльта Каталонии   | —    | 72   | 14   | НФ   | НФ   | 15   | 39   | 7    | 8    | 5    |
| Тур Страны Басков   | —    | —    | НФ   | —    | —    | —    | —    | —    | —    | —    |
| Тур Романдии        | —    | 41   | —    | 21   | —    | —    | —    | —    | 6    | 6    |
| Критериум Дофине    | —    | —    | —    | —    | —    | —    | —    | —    | —    |      |
| Тур Швейцарии       | —    | 3    | 8    | 44   | 27   | —    | —    | 3    | 8    |      |

| —  | Не участвовал  |
| НФ | Не финишировал |